# MDR Thüringen
MDR Thüringen – Das Radio (avant MDR 1 Radio Thüringen) est la radio régionale de la Mitteldeutscher Rundfunk pour la Thuringe.

## Programme
Sa mission est la diffusion d'émissions et d'informations ayant pour sujet la Thuringe. La programmation musicale consiste surtout en des succès des dernières décennies et à 15 % du schlager allemand. Un bulletin d'informations régionales complet est diffusé toutes les heures et les titres toutes les demi-heures.

## Studios
Le studio principal se trouve à Erfurt, la capitale du Land. La radio dispose de huit studios (Eisenach, Gera, Heiligenstadt, Iéna, Saalfeld, Sondershausen, Suhl et Weimar).

## Diffusion
MDR Thüringen couvre l'ensemble de la Thuringe, ainsi que les régions limitrophes.
| Région de diffusion | Lieu d'émission       | Fréquence | Puissance d'émission |
| Nord                | Heilbad Heiligenstadt | 93,6 MHz  | 0,1 kW               |
| Nord                | Keula                 | 98,5 MHz  | 20 kW                |
| Nord                | Nordhausen            | 88,3 MHz  | 0,1 kW               |
| Nord                | Sondershausen         | 100,1 MHz | 0,05 kW              |
| Centre              | Erfurt                | 94,4 MHz  | 2 kW                 |
| Centre              | Magdala               | 92,9 MHz  | 0,01 kW              |
| Centre              | Weimar                | 93,3 MHz  | 5 kW                 |
| Centre              | Roßleben              | 96,1 MHz  | 0,1 kW               |
| Est                 | Bad Lobenstein        | 95,5 MHz  | 2 kW                 |
| Est                 | Camburg               | 101,1 MHz | 0,1 kW               |
| Est                 | Gera                  | 97,8 MHz  | 10 kW                |
| Est                 | Iéna                  | 88,2 MHz  | 1 kW                 |
| Est                 | Saalfeld              | 103,6 MHz | 60 kW                |
| Sud                 | Suhl                  | 93,7 MHz  | 1 kW                 |
| Sud                 | Sonneberg             | 91,7 MHz  | 100 kW               |
| Ouest               | Inselsberg            | 92,5 MHz  | 100 kW               |

### Source de la traduction
- (de) Cet article est partiellement ou en totalité issu de l’article de Wikipédia en allemand intitulé « MDR Thüringen » (voir la liste des auteurs).